# 相場師 -シテ-
『相場師 -シテ-』は、原作：観月壌・作画：平松伸二による日本の漫画。『漫画ゴラクネクスター』（日本文芸社）にて1998年4月から1999年11月までの期間に連載された。全40話。単行本は全5巻。

## ストーリー
兜町の"蒼き狼"と呼ばれた志麻蒼一（シマ）。彼は、かつて仕掛けた仕手戦で3人の男に裏切られたことで、仲間は自殺、自身は刑務所行きとなった。ようやく刑期を終えたシマはナニワの満吉（金子満吉）という借金取りの若造と出会う。最初はシマを侮っていた満吉だが、彼を手伝う中で相場師としてのシマの凄みを見せつけられ相棒、また弟子として共に数々の仕手戦を闘っていくこととなる。その中には、かつての裏切り者「空売りの蜘蛛」こと矢雲ら、裏切り者がいた。シマは仲間を自殺に追い込んだ裏切り者への復讐を狙っていたのだ。

## 登場人物
志麻 蒼一
相場師。「兜町の蒼き狼」と呼ばれている。
金子 満吉
街金の借金取り。志麻と出会って相場の世界に入る。
母親の顔も知らない捨て子で中卒。
桐島
大日証券支店長。
深山 梨花
大日証券社員。
阿刀田
東亜観光社長。
矢雲
矢雲運輸経営者。
ジョージ・サロス
相場師。世界的なヘッジファンドを率いている。年収800億ドルの男。
水谷 浩二
相場に失敗して自殺した男。深山の父親。
石黒 麗
真日本天神教秘書室長。
石川 達二
SO工業副社長。
陳
中国人の資産家。志摩や金子に一日一割の利息で金を貸して資金源となる。語尾に「～ある」「よろし」などと付ける。
沢井威一郎
SO工業社長。
二階堂
ファンドD代表。
佐瀬
ファンドDチーフアナリスト。
江頭
ファンドDチーフプログラマー。
桑島
元山三証券営業部長。
山路 貢次
元山三証券投資顧問室長。天才的ファンドマネージャーと呼ばれた男。
久保島
相場師。
ダンディ・ピーターズ。
格闘家。WMA世界格闘技選手権3年連続チャンピオン。
バッタ
格闘家。タイの貧民街出身。

## 書籍情報
- 観月壌：原作・平松伸二：作画 『相場師』 日本文芸社〈ニチブン・コミックス〉、全5巻
  1. 1998年03月25日発行、1999年01月発売 ISBN 4-537-09823-6
  2. 1998年03月25日発行、1999年08月発売 ISBN 4-537-09860-0
  3. 2000年02月10日発行、2000年01月発売 ISBN 4-537-09895-3
  4. 2000年03月10日発行、2000年02月発売 ISBN 4-537-09899-6
  5. 2000年03月25日発行、2000年03月発売 ISBN 4-537-09902-X